# Park Hyung-jin
Đây là một tên người Triều Tiên, họ là Park.
Park Hyung-jin (朴亨鎮, 24 tháng 6 năm 1990) là một cầu thủ bóng đá Hàn Quốc. Hiện tại anh thi đấu cho Suwon Samsung Bluewings.
Anh trai của anh, Park Jin-soo, cũng là một cầu thủ bóng đá.

## Thống kê
Cập nhật đến ngày 23 tháng 2 năm 2017.
| Thành tích câu lạc bộ | Thành tích câu lạc bộ | Thành tích câu lạc bộ | Giải vô địch | Giải vô địch | Cúp                   | Cúp                   | Cúp Liên đoàn | Cúp Liên đoàn | Châu lục | Châu lục  | Khác    | Khác      | Tổng cộng | Tổng cộng |
| Mùa giải              | Câu lạc bộ            | Giải vô địch          | Số trận      | Bàn thắng    | Số trận               | Bàn thắng             | Số trận       | Bàn thắng     | Số trận  | Bàn thắng | Số trận | Bàn thắng | Số trận   | Bàn thắng |
| Nhật Bản              | Nhật Bản              | Nhật Bản              | Giải vô địch | Giải vô địch | Cúp Hoàng đế Nhật Bản | Cúp Hoàng đế Nhật Bản | J. League Cup | J. League Cup | AFC      | AFC       | Other1  | Other1    | Tổng cộng | Tổng cộng |
| --------------------- | --------------------- | --------------------- | ------------ | ------------ | --------------------- | --------------------- | ------------- | ------------- | -------- | --------- | ------- | --------- | --------- | --------- |
| 2013                  | Sanfrecce Hiroshima   | J1 League             | 17           | 1            | 2                     | 0                     | 2             | 0             | 5        | 0         | –       | –         | 26        | 1         |
| 2014                  | Sanfrecce Hiroshima   | J1 League             | 4            | 0            | 3                     | 0                     | 0             | 0             | 4        | 0         | –       | –         | 11        | 0         |
| 2015                  | Tochigi SC            | J2 League             | 37           | 0            | 1                     | 0                     | –             | –             | –        | –         | –       | –         | 38        | 0         |
| 2016                  | V-Varen Nagasaki      | J2 League             | 36           | 1            | 1                     | 0                     | –             | –             | –        | –         | –       | –         | 37        | 1         |
| Tổng cộng sự nghiệp   | Tổng cộng sự nghiệp   | Tổng cộng sự nghiệp   | 94           | 2            | 1                     | 0                     | 2             | 0             | 9        | 0         | –       | –         | 112       | 2         |

1Bao gồm Siêu cúp Nhật Bản và Giải bóng đá Cúp câu lạc bộ thế giới.